# Liste de personnalités sportives décédées en 2021
Cet article présente une liste de personnalités du monde du sport décédées au cours de l'année 2021.

## Janvier
- 1 janvier : décès à 90 ans de Emanuele Chiapasco, joueur et dirigeant de baseball italien[1]
- 1 janvier : décès à 71 ans de Paul Delorey, curleur et homme politique canadien[2]
- 1 janvier : décès à 73 ans de Bernard Guignedoux, footballeur français[3]
- 1 janvier : décès à 78 ans de Floyd Little, joueur de foot U.S. américain[4]
- 2 janvier : décès à 69 ans de Alex Asmasoebrate, pilote automobile puis homme politique indonésien[5]
- 2 janvier : décès à 48 ans de Cléber, footballeur brésilien[6]
- 2 janvier : décès à 88 ans de Miquel Ferrer i Aymamí, footballeur espagnol[7]
- 2 janvier : décès à 66 ans de Jean-Michel Roche, volleyeur puis entraîneur français[8]
- 2 janvier : décès à 70 ans de Paul Westphal, basketteur puis entraîneur américain[9]
- 3 janvier : décès à 90 ans de Roger Hassenforder, cycliste sur route et sur piste français[10]
- 3 janvier : décès à 80 ans de Naohiro Ikeda, volleyeur japonais[11]
- 4 janvier : décès à 86 ans de John Muckler, hockeyeur sur glace puis entraîneur et dirigeant sportif canadien[12]
- 5 janvier : décès à 74 ans de Colin Bell, footballeur anglais[13]
- 5 janvier : décès à 67 ans de Bob Brett, entraîneur de tennis australien[13]
- 5 janvier : décès à 74 ans de András Haán, basketteur et skipper hongrois[14]
- 5 janvier : décès à 77 ans de Mikhail Zhelev, athlète de steeple bulgare[15]
- 7 janvier : décès à 57 ans de Grant Gondrezick, basketteur gréco-américain[16]
- 7 janvier : décès à 64 ans de Volodymyr Kyselyov, athlète de lancers de poids soviétique puis ukrainien[17]
- 7 janvier : décès à 93 ans de Tommy Lasorda, joueur de baseball américain[18]
- 8 janvier : décès à 96 ans de Taky Kimura, pratiquant d'arts martiaux américaino-japonais[19]
- 8 janvier : décès à 95 ans de Bill Nankeville, athlète de demi-fond britannique[20]
- 9 janvier : décès à 72 ans de Mehdi Attar-Ashrafi, haltérophile iranien[21]
- 9 janvier : décès à 82 ans de Llorenç Rifé, footballeur espagnol[22]
- 10 janvier : décès à 75 ans de Guy Auffray, judoka français[23]
- 10 janvier : décès à 68 ans de Hubert Auriol, pilote de moto et d'auto français[24]
- 10 janvier : décès à 83 ans de Pedro Casado, footballeur espagnol[25]
- 10 janvier : décès à 30 ans de Christopher Maboulou, footballeur franco-congolais[26]
- 10 janvier : décès à 64 ans de Wayne Radford, basketteur américain[27]
- 10 janvier : décès à 89 ans de Walter Taibo, footballeur puis entraîneur uruguayen[28]
- 11 janvier : décès à 55 ans de Kathleen Heddle, rameuse d'aviron canadienne[29]
- 11 janvier : décès à 72 ans de Jean Kalala N'Tumba, footballeur zaïrois[30]
- 11 janvier : décès à 49 ans de David Khakhaleishvili, judoka soviétique puis géorgien[31]
- 12 janvier : décès à 88 ans de Frank Arok, footballeur et ensuite entraîneur yougoslave puis serbe[32]
- 13 janvier : décès à 78 ans de Bernd Kannenberg, athlète de marches allemand[33]
- 13 janvier : décès à 77 ans de Joël Robert, pilote de motocross belge[34]
- 14 janvier : décès à 83 ans de Gimax, pilote de courses automobile italien[35]
- 15 janvier : décès à 85 ans de Vicente Cantatore, footballeur puis entraîneur argentino-chilien[36]
- 17 janvier : décès à 94 ans de Roger Machin, arbitre de football français[37]
- 18 janvier : décès à 80 ans de Dani Shmulevich-Rom, footballeur israélien[38]
- 19 janvier : décès à 86 ans de José Alves, footballeur brésilien[39]
- 19 janvier : décès à 78 ans de Gustavo Peña, footballeur mexicain[40]
- 19 janvier : décès à 75 ans de Don Sutton, joueur de baseball américain[41]
- 19 janvier : décès à 89 ans de Giovanni Zucchi, rameur d'aviron italien[42]
- 20 janvier : décès à 90 ans de Jaume Bassó, basketteur espagnol[43]
- 21 janvier : décès à 84 ans de Peter Swan, footballeur anglais[44]
- 22 janvier : décès à 86 ans de Hank Aaron, joueur de baseball américain[45]
- 22 janvier : décès à 79 ans de Gianfranco Lombardi, basketteur puis entraîneur italien[46]
- 22 janvier : décès à 35 ans de Luton Shelton, footballeur jamaïcain[47]
- 23 janvier : décès à 82 ans de Lothar Metz, lutteur allemand[48]
- 23 janvier : décès à 73 ans de Harthorne Wingo, basketteur américain[49]
- 24 janvier : décès à 90 ans de George Armstrong, hockeyeur sur glace canadien[50]
- 24 janvier : décès à 38 ans de Nikolay Chebotko, skieur de fond kazakh[51]
- 24 janvier : décès à 70 ans de Jóhannes Eðvaldsson, footballeur islandais[52]
- 25 janvier : décès à 35 ans de Jaoid Chiguer, boxeur français[53]
- 25 janvier : décès à 84 ans de Maryan Synakowski, footballeur français[54]
- 26 janvier : décès à 79 ans de Winfried Bölke, cycliste sur route allemand[55]
- 26 janvier : décès à 79 ans de Margitta Gummel, athlète de lancers de poids est-allemande puis allemande[56]
- 26 janvier : décès à 64 ans de Ron Johnson, joueur de baseball puis entraîneur américain[57]
- 26 janvier : décès à 86 ans de John Mortimore, footballeur puis entraîneur anglais[58]
- 26 janvier : décès à 84 ans de Jozef Vengloš, entraîneur tchécoslovaque puis slovaque[59]
- 27 janvier : décès à 86 ans de Gert Blomé, hockeyeur sur glace suédois[60]
- 27 janvier : décès à 60 ans de Adrián Campos, pilote automobile de F1 espagnol[61]
- 27 janvier : décès à 47 ans de Mehrdad Minavand, footballeur iranien[62]
- 28 janvier : décès à 85 ans de Yvon Douis, footballeur français[63]
- 28 janvier : décès à 83 ans de Rafael Heredia, basketteur mexicain[64]
- 29 janvier : décès à 63 ans de Danute Bankaitis-Davis, cycliste sur route américaine[65]
- 30 janvier : décès à 77 ans de József Csatári, lutteur hongrois[66]
- 30 janvier : décès à 66 ans de Abbas Khan, joueur de squash pakistanais[67]
- 31 janvier : décès à 53 ans de Alejandro Gómez, athlète de fond espagnol[68]
- 31 janvier : décès à 88 ans de Justo Tejada, footballeur espagnol[69]

## Février
- 1 février : décès à 89 ans de Tamara Rylova, patineuse de vitesse soviétique puis russe[70]
- 1 février : décès à 75 ans de Ryszard Szurkowski, cycliste sur route polonais[71]
- 2 février : décès à 78 ans de Grant Jackson, joueur de baseball américain[72]
- 3 février : décès à 71 ans de Jean-Pierre Bastiat, joueur de rugby à XV français[73]
- 3 février : décès à 86 ans de Benito Boldi, footballeur italien[74]
- 3 février : décès à 86 ans de Art Jones, hockeyeur sur glace canadien[75]
- 3 février : décès à 70 ans de Norbert Owona, footballeur camerounais[76]
- 3 février : décès à 90 ans de Tony Trabert, joueur de tennis américain[77]
- 3 février : décès à 63 ans de Albán Vermes, nageur hongrois[78]
- 5 février : décès à 76 ans de Joseph Benz, bobeur suisse[79]
- 5 février : décès à 79 ans de John Pullin, joueur de rugby à XV anglais[80]
- 5 février : décès à 67 ans de Leon Spinks, boxeur américain[81]
- 6 février : décès à 75 ans de Abdelkhalek Louzani, entraîneur de football marocain[82]
- 7 février : décès à 83 ans de Ralph Backstrom, hockeyeur sur glace canadien[83]
- 7 février : décès à 81 ans de Jean Josselin, boxeur français[84]
- 7 février : décès à 95 ans de Leslie Laing, athlète de sprint jamaïcain[85]
- 7 février : décès à 69 ans de Mario Osbén, footballeur chilien[86]
- 8 février : décès à 94 ans de Tony Collins, footballeur puis entraîneur anglais[87]
- 8 février : décès à 77 ans de Marty Schottenheimer, joueur de foot U.S. puis entraîneur américain[88]
- 8 février : décès à 61 ans de Els Vader, athlète de sprint néerlandaise[89]
- 10 février : décès à 82 ans de Pachín, footballeur puis entraîneur espagnol[90]
- 12 février : décès à 63 ans de Celso Güity, footballeur hondurien[91]
- 12 février : décès à 69 ans de Kenjiro Yoshigasaki, aïkidoka japonais[92]
- 13 février : décès à 87 ans de Inger Bjørnbakken, skieuse alpine norvégienne[93]
- 13 février : décès à 78 ans de Bolesław Kwiatkowski, basketteur polonais[94]
- 13 février : décès à 85 ans de Yury Vlasov, haltérophile soviétique puis russe[95]
- 14 février : décès à 78 ans de Doug Mountjoy, joueur de snooker gallois[96]
- 15 février : décès à 38 ans de Vincent Jackson, joueur de foot U.S. américain[97]
- 15 février : décès à 71 ans de Leopoldo Luque, footballeur argentin[98]
- 15 février : décès à 83 ans de Eva Maria Pracht, cavalière de dressage canadienne[99]
- 15 février : décès à 77 ans de Ștefan Tudor, rameur d'aviron roumain[100]
- 16 février : décès à 74 ans de Ángel Mangual, joueur de baseball portoricain[101]
- 17 février : décès à 81 ans de Özcan Arkoç, footballeur turc[102]
- 17 février : décès à 82 ans de Gianluigi Saccaro, épéiste italien[103]
- 17 février : décès à 86 ans de Martí Vergés, footballeur espagnol[104]
- 18 février : décès à 76 ans de Luis Balagué, cycliste sur route espagnol[105]
- 18 février : décès à 87 ans de John Roach, joueur de foot U.S. américain[106]
- 19 février : décès à 82 ans de Silvio Sérafin, footballeur puis entraîneur français[107]
- 20 février : décès à 71 ans de Mauro Bellugi, footballeur italien[108]
- 20 février : décès à 90 ans de Henri Courtine, judoka français[109]
- 20 février : décès à 81 ans de Chris Craft, pilote automobile britannique[110]
- 20 février : décès à 92 ans de Maurice Pelé, cycliste sur route français[111]
- 21 février : décès à 94 ans de André Dufraisse, cycliste sur route et de cyclo-cross français[112]
- 21 février : décès à 92 ans de Arthur Cook, tireur sportif américain[113]
- 21 février : décès à 77 ans de Giovanni Knapp, cycliste sur route italien[114]
- 21 février : décès à 59 ans de Zlatko Saračević, handballeur yougoslave puis croate[115]
- 22 février : décès à 74 ans de Aleksander Doba, kayakiste polonais[116]
- 22 février : décès à 55 ans de Gary Halpin, joueur de rugby à XV irlandais[117]
- 22 février : décès à 82 ans de Lamberto Leonardi, footballeur italien[118]
- 23 février : décès à 60 ans de Fausto Gresini, pilote de moto italien[119]
- 23 février : décès à 89 ans de Tormod Knutsen, skieur de combiné nordique norvégien[120]
- 23 février : décès à 77 ans de Juan Carlos Masnik, footballeur uruguayen[121]
- 24 février : décès à 89 ans de Atsushi Miyagi, joueur de tennis japonais[122]
- 26 février : décès à 78 ans de Hannu Mikkola, pilote de rallyes finlandais[123]
- 26 février : décès à 32 ans de Alfredo Quintana, handballeur portugais[124]
- 27 février : décès à 83 ans de Dante Crippa, footballeur italien[125]
- 28 février : décès à 75 ans de Bernard Guyot, cycliste sur route français[126]
- 28 février : décès à 65 ans de Glenn Roeder, footballeur anglais[127]

## Mars
- 1 mars : décès à 89 ans de Vladimír Heger, entraîneur de basket-ball tchécoslovaque puis tchèque[128]
- 1 mars : décès à 64 ans de Zlatko Kranjčar, footballeur et ensuite entraîneur yougoslave puis croate[129]
- 1 mars : décès à 60 ans de Milenko Savović, basketteur yougoslave puis bosnien[130]
- 1 mars : décès à 82 ans de Ian St. John, footballeur puis entraîneur écossais[131]
- 1 mars : décès à 86 ans de Michail Studenezki, basketteur soviétique puis russe[132]
- 2 mars : décès à 82 ans de Peter Grosser, footballeur allemand[133]
- 2 mars : décès à 89 ans de Jaroslav Tetiva, basketteur tchécoslovaque puis tchèque[134]
- 3 mars : décès à 92 ans de József Gurovits, kayakiste hongrois[135]
- 4 mars : décès à 78 ans de Phil Chisnall, footballeur anglais[136]
- 4 mars : décès à 76 ans de Zygmunt Hanusik, cycliste sur route polonais[137]
- 4 mars : décès à 63 ans de Mark Pavelich, hockeyeur sur glace américain[138]
- 5 mars : décès à 92 ans de Margarita Maslennikova, fondeuse soviétique puis russe[139]
- 6 mars : décès à 54 ans de Miguel Miranda, footballeur péruvien[140]
- 8 mars : décès à 74 ans de Josip Alebić, athlète de sprint yougoslave puis croate[141]
- 8 mars : décès à 53 ans de Rhéal Cormier, joueur de baseball américain[142]
- 8 mars : décès à 83 ans de Keith Greene, pilote de courses automobile britannique[143]
- 9 mars : décès à 75 ans de Agustín Balbuena, footballeur argentin[144]
- 9 mars : décès à 64 ans de Joseph Stoffel, gymnaste luxembourgeois[145]
- 9 mars : décès à 80 ans de Tommy Troelsen, footballeur danois[146]
- 10 mars : décès à 72 ans de Henryk Rozmiarek, handballeur polonais[147]
- 12 mars : décès à 84 ans de Gérard Aygoui, footballeur français[148]
- 12 mars : décès à 85 ans de Ivo Trumbić, poloïste et ensuite entraîneur yougoslave puis croate[149]
- 13 mars : décès à 66 ans de Marvin Hagler, boxeur américain[150]
- 13 mars : décès à 85 ans de Kiyoko Ono, gymnaste artistique puis femme politique japonaise[151]
- 14 mars : décès à 78 ans de Jean-Louis Coustillet, footballeur puis entraîneur français[152]
- 14 mars : décès à 37 ans de Frankie de la Cruz, joueur de baseball dominicain[153]
- 14 mars : décès à 79 ans de Ray Cullen, hockeyeur sur glace canadien[154]
- 14 mars : décès à 55 ans de Helena Fuchsová, athlète de sprint et de demi-fond tchécoslovaque puis tchèque[155]
- 15 mars : décès à 81 ans de Daniel Eon, footballeur français[156]
- 15 mars : décès à 88 ans de Henri Rancoule, joueur de rugby à XV français[157]
- 16 mars : décès à 74 ans de Ahmed Mghirbi, footballeur tunisien[158]
- 16 mars : décès à 63 ans de Erhan Önal, footballeur turc[159]
- 16 mars : décès à 51 ans de Sabine Schmitz, pilote automobile allemande[160]
- 16 mars : décès à 68 ans de Patrick Viot, footballeur français[161]
- 16 mars : décès à 60 ans de Laurent Zahui, footballeur ivoirien[162]
- 20 mars : décès à 74 ans de Peter Lorimer, footballeur écossais[163]
- 21 mars : décès à 83 ans de Robert McKnight, hockeyeur sur glace canadien[164]
- 22 mars : décès à 86 ans de Elgin Baylor, basketteur américain[165]
- 22 mars : décès à 62 ans de Johnny Dumfries, pilote de course automobile britannique[166]
- 22 mars : décès à 72 ans de Frank Worthington, footballeur puis entraîneur britannique[167]
- 23 mars : décès à 40 ans de Julie Pomagalski, snowboardeuse française[168]
- 23 mars : décès à 60 ans de Granville Waiters, basketteur américain[169]
- 24 mars : décès à 74 ans de Enrique Chazarreta, footballeur argentin[170]
- 24 mars : décès à 53 ans de Toshihiko Koga, judoka japonais[171]
- 24 mars : décès à 55 ans de Pedro Saúl Morales, cycliste sur route colombien[172]
- 24 mars : décès à 78 ans de Bob Plager, hockeyeur sur glace canadien[173]
- 25 mars : décès à 89 ans de Stan Albeck, basketteur puis entraîneur américain[174]
- 26 mars : décès à 94 ans de Ursula Happe, nageuse allemande[175]
- 26 mars : décès à 91 ans de Lennart Larsson, skieur de fond suédois[176]
- 28 mars : décès à 76 ans de Bobby Schmautz, hockeyeur sur glace canadien[177]
- 29 mars : décès à 48 ans de Bibian Mentel-Spee, snowboardeuse néerlandaise[178]
- 30 mars : décès à 90 ans de Jean Bourlès, cycliste sur route français[179]
- 31 mars : décès à 93 ans de Pedro Nel Gil, cycliste sur route colombien[180]

## Avril
- 2 avril : décès à 81 ans de Valentin Afonine, footballeur et ensuite entraîneur soviétique puis russe[181]
- 4 avril : décès à 74 ans de Christian Debias, pilote automobile français[182]
- 4 avril : décès à 65 ans de Piero Molducci, entraîneur de volley-ball italien[183]
- 4 avril : décès à 70 ans de Rolando Thöni, skieur alpin italien[184]
- 5 avril : décès à 101 ans de Sergio Maggini, cycliste sur route italien[185]
- 6 avril : décès à 91 ans de Chuck Darling, basketteur américain[186]
- 7 avril : décès à 80 ans de Viktor Kurentsov, haltérophile soviétique puis russe[187]
- 8 avril : décès à 32 ans de Phillip Adams, joueur de foot U.S. américain[188]
- 8 avril : décès à 88 ans de Robert Ducard, cycliste sur route français[189]
- 8 avril : décès à 90 ans de Conn Findlay, rameur d'aviron et skipper américain[190]
- 8 avril : décès à 56 ans de Diána Igaly, tireuse sportive hongroise[191]
- 8 avril : décès à 85 ans de Antal Kiss, athlète de marches hongrois[192]
- 8 avril : décès à 83 ans de Red Mack, joueur de foot U.S. américain[193]
- 8 avril : décès à 52 ans de Michele Pasinato, volleyeur italien[194]
- 8 avril : décès à 76 ans de Alan Pastrana, joueur de foot U.S. américain[195]
- 9 avril : décès à 68 ans de Ekkehard Fasser, bobeur suisse[196]
- 9 avril : décès à 81 ans de Wolfgang Kaniber, footballeur allemand[197]
- 11 avril : décès à 79 ans de Marco Bollesan, joueur de rugby à XV italien[198]
- 11 avril : décès à 54 ans de Massimo Cuttitta, joueur de rugby à XV italien[199]
- 11 avril : décès à 66 ans de Miguel López Abril, basketteur espagnol[200]
- 11 avril : décès à 90 ans de Francis Siguenza, cycliste sur route espagnol puis français[201]
- 12 avril : décès à 86 ans de Colin Baker, footballeur anglais[202]
- 12 avril : décès à 85 ans de Manfred Buder, hockeyeur sur glace allemand[203]
- 12 avril : décès à 95 ans de Vincent Vitetta, cycliste sur route français[204]
- 13 avril : décès à 62 ans de Jamal Al Qabendi, footballeur koweïtien[205]
- 13 avril : décès à 91 ans de Harold Bradley, joueur de foot U.S. puis acteur et chanteur américain[206]
- 13 avril : décès à 88 ans de Bob Leonard, basketteur américain[207]
- 13 avril : décès à 52 ans de Ruth Roberta de Souza, basketteuse brésilienne[208]
- 16 avril : décès à 80 ans de John Dawes, joueur de rugby à XV gallois[209]
- 16 avril : décès à 91 ans de Claude Jamet, footballeur français[210]
- 16 avril : décès à 71 ans de Serhiy Novikov, judoka soviétique puis russe[211]
- 18 avril : décès à 93 ans de Frank McCabe, basketteur américain[212]
- 18 avril : décès à 96 ans de Zdeněk Růžička, gymnaste tchécoslovaque puis tchèque[213]
- 18 avril : décès à 33 ans de Tremaine Stewart, footballeur jamaïcain[214]
- 19 avril : décès à 56 ans de Monica Bandini, cycliste sur route italienne[215]
- 19 avril : décès à 97 ans de Viktor Chouvalov, hockeyeur sur glace soviétique puis russe[216]
- 19 avril : décès à 74 ans de Willy van der Kuijlen, footballeur puis entraîneur néerlandais[217]
- 20 avril : décès à 88 ans de George Dancis, basketteur soviétique puis australien[218]
- 20 avril : décès à 91 ans de Alfred Teinitzer, footballeur autrichien[219]
- 21 avril : décès à 93 ans de Håkon Brusveen, fondeur norvégien[220]
- 22 avril : décès à 19 ans de Terrence Clarke, basketteur américain[221]
- 23 avril : décès à 71 ans de Bill Whittington, pilote automobile américain[222]
- 25 avril : décès à 78 ans de John Konrads, nageur australien[223]
- 26 avril : décès à 83 ans de Tamara Press, athlète de lancers de disque et de poids soviétique puis ukrainienne[224]
- 27 avril : décès à 61 ans de Miroslav Fryčer, hockeyeur sur glace tchécoslovaque puis tchèque[225]
- 28 avril : décès à 80 ans de José de la Paz Herrera, footballeur puis entraîneur hondurien[226]
- 29 avril : décès à 48 ans de Zhang Enhua, footballeur chinois[227]
- 29 avril : décès à 77 ans de Pete Lammons, joueur de foot U.S. américain[228]
- 29 avril : décès à 26 ans de Filippo Mondelli, rameur italien[229]

## Mai
- 1 mai : décès à 76 ans de Francis Ducreux, cycliste sur route français[230]
- 2 mai : décès à 87 ans de Bobby Unser, pilote de course automobile américain[231]
- 3 mai : décès à 79 ans de Rafael Albrecht, footballeur argentin[232]
- 3 mai : décès à 74 ans de Kamel Tchalabi, footballeur algérien[233]
- 4 mai : décès à 98 ans de Leslie Marr, pilote de course automobile britannique[234]
- 4 mai : décès à 54 ans de Alan McLoughlin, footballeur irlandais[235]
- 5 mai : décès à 76 ans de Abelardo González, footballeur espagnol[236]
- 5 mai : décès à 86 ans de Bertil Johansson, footballeur suédois[237]
- 6 mai : décès à 49 ans de Christophe Revault, footballeur français[238]
- 7 mai : décès à 86 ans de Martín Pando, footballeur argentin[239]
- 7 mai : décès à 67 ans de Ahmed Tarbi, haltérophile algérien[240]
- 8 mai : décès à 67 ans de Georgi Dimitrov, footballeur bulgare[241]
- 8 mai : décès à 65 ans de Jean-Luc Phaneuf, hockeyeur sur glace canadien[242]
- 10 mai : décès à 80 ans de Miguel Arellano, basketteur mexicain[243]
- 10 mai : décès à 82 ans de Fortunato Franco, footballeur indien
- 10 mai : décès à 30 ans de Cristopher Mansilla, cycliste sur piste et sur route chilien[244]
- 11 mai : décès à 78 ans de Wilfried Peffgen, cycliste sur piste et sur route allemand[245]
- 12 mai : décès à 94 ans de Jerry Burns, joueur puis entraîneur de foot U.S. américain[246]
- 12 mai : décès à 89 ans de Jiří Feureisl, footballeur tchécoslovaque puis tchèque[247]
- 12 mai : décès à 24 ans de Ivanildo Rozenblad, footballeur surinamien[248]
- 13 mai : décès à 87 ans de Christa Stubnick, athlète de sprint allemande[249]
- 14 mai : décès à 75 ans de Torkild Brakstad, footballeur puis entraîneur norvégien[250]
- 14 mai : décès à 92 ans de Jean Combot, footballeur français[251]
- 14 mai : décès à 52 ans de Olga Domuladzhanova, boxeuse russe[252]
- 14 mai : décès à 27 ans de Haziq Kamaruddin, archer malaisien[253]
- 16 mai : décès à 42 ans de Samir Hadjaoui, footballeur algérien[254]
- 16 mai : décès à 79 ans de Rildo, footballeur puis entraîneur brésilien[255]
- 16 mai : décès à 40 ans de Alessandro Talotti, athlète de saut italien[256]
- 16 mai : décès à 85 ans de Jean de Grégorio, joueur de rugby à XV français[257]
- 18 mai : décès à 67 ans de Gilles Lupien, hockeyeur sur glace canadien[258]
- 19 mai : décès à 46 ans de Oscar Cavagnis, cycliste sur route italien[259]
- 19 mai : décès à 74 ans de Lee Evans, athlète de sprint américain[260]
- 19 mai : décès à 77 ans de Josep Franch Xargay, footballeur espagnol[261]
- 19 mai : décès à 71 ou 72 ans de Mason Phelps Jr, cavalier de concours complet américain[262]
- 19 mai : décès à 87 de Aleksandr Privalov, biathlète soviétique puis russe[263]
- 19 mai : décès à 87 de Guillermo Sepúlveda, footballeur mexicain[264]
- 20 mai : décès à 91 de Jean Bayle-Lespitau, dirigeant sportif français de basket-ball[265]
- 20 mai : décès à 86 de Moussa Narou N'Diaye, basketteur sénégalais[266]
- 20 mai : décès à 65 de Sándor Puhl, arbitre de football hongrois[267]
- 21 mai : décès à 80 de Dieter Neuendorf, sauteur à ski est-allemand puis allemand[268]
- 21 mai : décès à 70 de Manfred Ommer, athlète de sprint allemand[269]
- 22 mai : décès à 46 de Francesc Arnau, footballeur espagnol[270]
- 22 mai : décès à 82 de Ron Hill, athlète de fond britannique[271]
- 22 mai : décès à 109 de Robert Marchand, cycliste français[272]
- 22 mai : décès à 69 de Pavol Szikora, athlète de marches tchécoslovaque  puis slovaque[273]
- 23 mai : décès à 73 de Bob Fulton, joueur de rugby à XIII puis entraîneur et consultant TV australien[274]
- 23 mai : décès à 64 de John Le Lievre, joueur de squash anglais[275]
- 23 mai : décès à 81 de Max Mosley, avocat, pilote automobile et homme d’affaires britannique, président de la FIA de 1993 à 2009[276]
- 26 mai : décès à 24 de Adrián Babič, cycliste sur route slovaque[277]
- 26 mai : décès à 77 de Umaru Din Sesay, footballeur sierreléonais[278]
- 26 mai : décès à 82 de Tarcisio Burgnich, footballeur italien[279]
- 26 mai : décès à 95 de Murray Dowey, hockeyeur sur glace canadien[280]
- 27 mai : décès à 86 de Pierre Bessot, joueur de rugby à XV français[281]
- 28 mai : décès à 45 de Zablon Amanaka, footballeur kényan[282]
- 28 mai : décès à 64 de Mark Eaton, basketteur américain[283]
- 28 mai : décès à 93 de Markus Egen, hockeyeur sur glace puis entraîneur allemand[284]
- 30 mai : décès à 19 de Jason Dupasquier, pilote de moto suisse[285]
- 30 mai : décès à 66 de Rick Mitchell, athlète de sprint australien[286]
- 30 mai : décès à 52 de Keith Mullings, boxeur jamaïcain[287]

## Juin
- 1 juin : décès à 78 ans de Mike Marshall, joueur de baseball américain[288]
- 2 juin : décès à 51 ans de Eric Mobley, basketteur américain[289]
- 2 juin : décès à 75 ans de Ottorino Sartor, footballeur péruvien[290]
- 2 juin : décès à 64 ans de Bill Scanlon, joueur de tennis américain[291]
- 3 juin : décès à 51 ans de Alan Miller, footballeur anglais[292]
- 3 juin : décès à 65 ans de Tim Tolman, joueur de baseball américain[293]
- 4 juin : décès à 81 ans de Vadim Kapranov, basketteur et ensuite entraîneur soviétique puis russe[294]
- 4 juin : décès à 73 ans de Wolfgang Strödter, hockeyeur sur gazon allemand[295]
- 5 juin : décès à 45 ans de Galen Young, basketteur puis entraîneur américain[296]
- 7 juin : décès à 49 ans de Yoo Sang-chul, footballeur sud-coréen[297]
- 8 juin : décès à 82 ans de John Angus, footballeur anglais[298]
- 9 juin : décès à 75 ans de Claude Dufau, joueur puis entraîneur de rugby à XV français[299]
- 9 juin : décès à 66 ans de Kirkland Laing, boxeur britannique[300]
- 9 juin : décès à 67 ans de Valentina Sidorova, fleurettiste soviétique puis russe[301]
- 10 juin : décès à 59 ans de Neno, footballeur portugais[302]
- 10 juin : décès à 42 ans de Dingko Singh, boxeur indien[303]
- 11 juin : décès à 75 ans de Paola Pigni, athlète de fond et demi-fond italienne[304]
- 11 juin : décès à 90 ans de Surat Singh Mathur, athlète de fond indien[305]
- 11 juin : décès à 45 ans de Sara Wedlund, athlète de fond suédoise[306]
- 12 juin : décès à 85 ans de Mudcat Grant, joueur de baseball américain[307]
- 12 juin : décès à 67 ans de Anatoli Tchoukanov, cycliste sur route soviétique puis ukrainien[308]
- 12 juin : décès à 57 ans de Igor Zhelezovski, patineur de vitesse soviétique puis biélorusse[309]
- 14 juin : décès à 36 ans de Markis Kido, joueur de badminton indonésien[310]
- 14 juin : décès à 90 ans de Adam Smelczyński, tireur sportif polonais[311]
- 15 juin : décès à 72 ans de Aleksandr Averianov, footballeur et ensuite entraîneur soviétique puis russe[312]
- 17 juin : décès à 73 ans de Dimbi Tubilandu, footballeur puis entraîneur congolais[313]
- 18 juin : décès à 92 ans de Giampiero Boniperti, footballeur puis dirigeant sportif italien[314]
- 18 juin : décès à 47 ans de Emma Roca, athlète d'endurance espagnole[315]
- 18 juin : décès à 85 ans de Milkha Singh, athlète de demi-fond indien[316]
- 19 juin : décès à 77 ans de Armin Franulic, pilote de rallye bolivien[317]
- 20 juin : décès à 39 ans de Lucas Pereira, footballeur brésilien[318]
- 20 juin : décès à 86 ans de Luis del Sol, footballeur puis entraîneur espagnol[319]
- 20 juin : décès à 75 ans de Bernard Van Der Linde, cycliste sur route français[320]
- 21 juin : décès à 81 ans de Masatomi Ikeda, maître d'aïkido japonais[321]
- 21 juin : décès à 58 ans de Thomas Kurvers, hockeyeur sur glace américain[322]
- 21 juin : décès à 71 ans de Tamanofuji Shigeru, lutteur de sumo japonais[323]
- 22 juin : décès à 72 ans de René Robert, hockeyeur sur glace canadien[324]
- 23 juin : décès à 87 ans de Brian London, boxeur britannique[325]
- 24 juin : décès à 66 ans de Serge Buttet, nageur français[326]
- 24 juin : décès à 79 ans de Ludwig Müller, footballeur allemand[327]
- 24 juin : décès à 82 ans de Antoni Nieroba, footballeur puis entraîneur polonais[328]
- 24 juin : décès à 73 ans de Eleazar Soria, footballeur péruvien[329]
- 26 juin : décès à 63 ans de Marcelo Campo, joueur de rugby à XV argentin[330]
- 26 juin : décès à 24 ans de Abdalelah Haroun, athlète de sprint soudanais puis qatarien[331]
- 26 juin : décès à 80 ans de Freddy Qvick, footballeur puis entraîneur belge[332]
- 27 juin : décès à 81 ans de Silvano Bertini, boxeur italien[333]
- 28 juin : décès à 72 ans de Vera Nikolić, athlète de demi-fond yougoslave puis serbe[334]
- 28 juin : décès à 84 ans de Greg Noll, surfeur américain[335]
- 28 juin : décès à 65 ans de Sergio Victor Palma, boxeur argentin[336]
- 29 juin : décès à 94 ans de Jock Aird, footballeur écossais et néo-zélandais[337]
- 29 juin : décès à 68 ans de Vicky Peretz, footballeur puis entraîneur israélien[338]
- 30 juin : décès à 80 ans de Inge Danielsson, footballeur suédois[339]
- 30 juin : décès à 93 ans de Janet Moreau, athlète de sprint américaine[340]

## Juillet
- 1 juillet : décès à 92 ans de Christian Bottollier, footballeur français[341]
- 1 juillet : décès à 88 ans de Joshua Culbreath, athlète de haies américain[342]
- 1 juillet : décès à 80 ans de Marcel Puget, joueur de rugby à XV français[343]
- 2 juillet : décès à 49 ans de Lehlohonolo Ledwaba, boxeur sud-africain[344]
- 2 juillet : décès à 31 ans de Jolien Verschueren, cycliste sur route belge[345]
- 2 juillet : décès à 43 ans de Lise Vidal, véliplanchiste française[346]
- 3 juillet : décès à 88 ans de Ted Nash, rameur d'aviron américain[347]
- 4 juillet : décès à 77 ans de Terry Donahue, joueur de football U.S. puis entraîneur américain[348]
- 4 juillet : décès à 24 ans de Matīss Kivlenieks, hockeyeur sur glace letton[349]
- 5 juillet : décès à 82 ans de Aggrey Awori, athlète de sprint et de haies puis homme politique ougandais[350]
- 5 juillet : décès à 54 ans de Roberto Hernández, athlète de sprint cubain[351]
- 5 juillet : décès à 75 ans de Alfredo Obberti, footballeur argentin[352]
- 5 juillet : décès à 92 ans de Gillian Sheen, escrimeuse britannique[353]
- 7 juillet : décès à 95 ans de Keshav Dutt, hockeyeur sur gazon indien[354]
- 7 juillet : décès à 82 ans de Józef Gałeczka, footballeur puis entraîneur polonais[355]
- 7 juillet : décès à 88 ans de Smaïn Ibrir, footballeur algérien[356]
- 7 juillet : décès à 79 ans de Carlos Reutemann, pilote de F1 argentin[357]
- 8 juillet : décès à 79 ans de Adrian Metcalfe, athlète de sprint britannique[358]
- 8 juillet : décès à 78 ans de Bryan Watson, hockeyeur sur glace canadien[359]
- 9 juillet : décès à 94 ans de Pentti Isotalo, hockeyeur sur glace finlandais[360]
- 9 juillet : décès à 77 ans de Gian-Franco Kasper, dirigeant sportif suisse[361]
- 9 juillet : décès à 68 ans de Paul Mariner, footballeur puis entraîneur anglais[362]
- 10 juillet : décès à 44 ans de Travis Fulton, pratiquant de combat libre et boxeur américain[363]
- 10 juillet : décès à 80 ans de Jimmy Gabriel, footballeur puis entraîneur écossais[364]
- 10 juillet : décès à 83 ans de Jean-Claude Malbet, joueur de rugby à XV français[365]
- 10 juillet : décès à 74 ans de Dick Tidrow, joueur de baseball américain[366]
- 11 juillet : décès à 80 ans de Charlie Gallagher, footballeur irlandais[367]
- 13 juillet : décès à 88 ans de Antonio Barrutia, cycliste sur route espagnol[368]
- 13 juillet : décès à 94 ans de Shirley Fry, joueuse de tennis américaine[369]
- 14 juillet : décès à 81 ans de Antonio Gómez del Moral, cycliste sur route espagnol[370]
- 15 juillet : décès à 84 ans de Yves Boutet, footballeur puis entraîneur français[371]
- 17 juillet : décès à 38 ans de Williams Martínez, footballeur uruguayen[372]
- 17 juillet : décès à 91 ans de Marcel Queheille, cycliste sur route français[373]
- 17 juillet : décès à 76 ans de Milan Živadinović, footballeur et ensuite entraîneur yougoslave puis serbe[374]
- 18 juillet : décès à 80 ans de Roger Quemener, athlète de marches de fond français[375]
- 18 juillet : décès à 70 ans de Nenad Stekić, athlète de saut en longueur yougoslave puis serbe[376]
- 19 juillet : décès à 95 ans de Kurt Clemens, footballeur allemand[377]
- 20 juillet : décès à 71 ans de Noureddine Saâdi, entraîneur de football algérien[378]
- 22 juillet : décès à 84 ans de Jean-Pierre Jaussaud, pilote de course automobile d'endurance français[379]
- 22 juillet : décès à 83 ans de Mike Smith, entraîneur de football anglais[380]
- 23 juillet : décès à 91 ans de Claude Rouer, coureur cycliste français[381]
- 23 juillet : décès à 56 ans de Tuomo Ylipulli, sauteur à ski finlandais[382]
- 26 juillet : décès à 63 ans de Ally Dawson, footballeur puis entraîneur écossais[383]
- 26 juillet : décès à 89 ans de Ivan Toplak, footballeur et ensuite entraîneur yougoslave puis serbe[384]
- 28 juillet : décès à 63 ans de Porfirio Betancourt, footballeur hondurien[385]
- 28 juillet : décès à 92 ans de Pete George, haltérophile américain[386]
- 29 juillet : décès à 59 ans de Zizinho, footballeur brésilien[387]
- 30 juillet : décès à 80 ans de Amar Bourouba, footballeur algérien[388]
- 30 juillet : décès à 80 ans de Italo Vassalo, footballeur italo-éthiopien[389]
- 31 juillet : décès à 59 ans de Angela Bailey, athlète de sprint canadienne[390]
- 31 juillet : décès à 77 ans de Terry Cooper, footballeur anglais[391]
- 31 juillet : décès à 77 ans de Man Kaur, athlète indienne[392]
- 31 juillet : décès à 38 ans de Yeo Hyo-jin, footballeur sud-coréen[393]

## Août
- 2 août : décès à 69 ans de Antonio de la Torre, footballeur mexicain[394]
- 4 août : décès à 74 ans de Jocelyne Bourassa, golfeuse canadienne[395]
- 4 août : décès à 81 ans de Graham McRae, pilote de course automobile néo-zélandais[396]
- 5 août : décès à 86 ans de Gábor Novák, céiste hongrois[397]
- 5 août : décès à 86 ans de Shankar Subramaniam Narayan, footballeur indien[398]
- 6 août : décès à 58 ans de Christian Dumont, biathlète français[399]
- 7 août : décès à 71 ans de Alireza Azizi, footballeur iranien[400]
- 7 août : décès à 59 ans de Mike De Palmer, joueur de tennis américain[401]
- 7 août : décès à 89 ans de José Gómez del Moral, cycliste sur route espagnol[402]
- 7 août : décès à 39 ans de Melinda Vigh, grimpeuse hongroise[403]
- 8 août : décès à 91 ans de Bobby Bowden, joueur de foot U.S. puis entraîneur américain[404]
- 8 août : décès à 88 ans de Stefan Kapłaniak, kayakiste polonais[405]
- 8 août : décès à 79 ans de Cesare Salvadori, sabreur italien[406]
- 9 août : décès à 26 ans de Cameron Burrell, athlète de sprint et de saut américain[407]
- 9 août : décès à 24 ans de Olivia Podmore, cycliste sur piste  néo-zélandaise[408]
- 10 août : décès à 78 ans de Anthony Esposito, hockeyeur sur glace canado-américain[409]
- 10 août : décès à 69 ans de Michel Le Flochmoan, footballeur puis entraîneur français[410]
- 11 août : décès à 85 ans de Dick Huddart, joueur de rugby à XIII anglais[411]
- 12 août : décès à 90 ans de Karl-Friedrich Haas, athlète de sprint allemand[412]
- 13 août : décès à 37 ans de Franck Berrier, footballeur français[413]
- 14 août : décès à 59 ans de Arnaud Landré, footballeur français[414]
- 15 août : décès à 75 ans de Gerd Müller, footballeur allemand[415]
- 15 août : décès à 83 ans de Rafael Romero, athlète de sprint vénézuélien[416]
- 16 août : décès à 85 ans de Volodymyr Holubnychy, athlète de marches soviétique puis ukrainien[417]
- 16 août : décès à 83 ans de Sadok Omrane, boxeur tunisien[418]
- 17 août : décès à 51 ans de Paulão, footballeur angolais[419]
- 18 août : décès à 73 ans de Didier Notheaux, footballeur puis entraîneur français[420]
- 19 août : décès à 80 ans de Rodrigue Gilbert, hockeyeur sur glace canadien[421]
- 19 août : décès à 101 ans de Bill Sidwell, joueur de tennis australien[422]
- 22 août : décès à 92 ans de Pierre Dumay, pilote de course automobile français[423]
- 23 août : décès à 89 ans de Claude Bourrigault, footballeur français[424]
- 23 août : décès à 31 ans de Jimmy Hayes, hockeyeur sur glace américain[425]
- 23 août : décès à 62 ans de Michèle Minerva, joueuse de pétanque française[426]
- 23 août : décès à 84 ans de José Yudica, footballeur argentin[427]
- 24 août : décès à 76 ans de Jan Suchý, hockeyeur sur glace tchécoslovaque puis tchèque[428]
- 24 août : décès à 76 ans de Wilfried Van Moer, footballeur belge[429]
- 25 août : décès à 85 ans de Gerry Ashmore, pilote automobile britannique[430]
- 25 août : décès à 75 ans de Ileana Gyulai-Drîmbă-Jenei, escrimeuse roumaine[431]
- 25 août : décès à 90 ans de Aldo Eminente, nageur français[432]
- 25 août : décès à 75 ans de Mario Guilloti, boxeur argentin[433]
- 26 août : décès à 73 ans de Vladimir Chadrine, hockeyeur sur glace soviétique puis russe[434]
- 26 août : décès à 93 ans de Rafael Hechanova, basketteur philippin[435]
- 26 août : décès à 67 ans de Iouri Poudychev, footballeur et ensuite entraîneur soviétique puis biélorusse[436]
- 31 août : décès à 33 ans de Vasili Belous, boxeur moldave[437]
- 31 août : décès à 42 ans de Julie Ditty, joueuse de tennis américaine[438]
- 31 août : décès à 81 ans de Přemysl Krbec, gymnaste artistique tchécoslovaque puis tchèque[439]
- 31 août : décès à 77 ans de Francesco Morini, footballeur italien[440]

## Septembre
- 1 septembre : décès à 85 ans de Paul Chillan, footballeur français[441]
- 1 septembre : décès à 77 ans de Juan Rodríguez Vega, footballeur chilien[442]
- 1 septembre : décès à 59 ans de Leopoldo Serrantes, boxeur philippin[443]
- 2 septembre : décès à 89 ans de Vladimír Hubáček, pilote de rallye automobile tchécoslovaque puis tchèque[444]
- 2 septembre : décès à 82 ans de Aydin Ibrahimov, lutteur soviétique puis azéri[445]
- 3 septembre : décès à 82 ans de Barbara Inkpen, athlète de sauts britannique[446]
- 4 septembre : décès à 74 ans de Albert Giger, fondeur suisse[447]
- 5 septembre : décès à 41 ans de Matej Marin, cycliste sur route slovène[448]
- 5 septembre : décès à 71 ans de Ivan Patzaichin, céiste roumain[449]
- 6 septembre : décès à 73 ans de Jean-Pierre Adams, footballeur français[450]
- 8 septembre : décès à 77 ans de Gérard Farison, footballeur français[451]
- 8 septembre : décès à 70 ans de Dietmar Lorenz, judoka est-allemand puis allemand[452]
- 9 septembre : décès à 87 ans de Urbain Braems, footballeur puis entraîneur belge[453]
- 9 septembre : décès à 78 ans de Gene Littles, basketteur puis entraîneur américain[454]
- 9 septembre : décès à 74 ans de Danilo Popivoda, footballeur yougoslave puis monténégrin[455]
- 10 septembre : décès à 72 ans de Jack Egers, hockeyeur sur glace canadien[456]
- 10 septembre : décès à 81 ans de Gordon Spice, pilote automobile britannique[457]
- 11 septembre : décès à 81 ans de Mick Tingelhoff, joueur de foot U.S. américain[458]
- 12 septembre : décès à 73 ans de Michel Maïque, joueur de rugby à XIII puis homme politique français[459]
- 12 septembre : décès à 36 ans de Fabio Taborre, cycliste sur route italien[460]
- 12 septembre : décès à 78 ans de Gunnar Utterberg, kayakiste suédois[461]
- 13 septembre : décès à 69 ans de Andrei Makeyev, basketteur soviétique puis russe[462]
- 13 septembre : décès à 77 ans de Fred Stanfield, hockeyeur sur glace puis entraîneur canadien[463]
- 14 septembre : décès à 66 ans de Youri Sedykh, athlète de lancers de marteau soviétique puis ukrainien[464]
- 15 septembre : décès à 85 ans de Justín Javorek, footballeur tchécoslovaque puis slovaque[465]
- 15 septembre : décès à 51 ans de Žana Lelas, basketteuse yougoslave puis croate[466]
- 16 septembre : décès à 83 ans de Lou Angotti, hockeyeur sur glace puis entraîneur canadien[467]
- 16 septembre : décès à 77 ans de Dušan Ivković, entraîneur de basket-ball yougoslave puis serbe[468]
- 16 septembre : décès à 58 ans de Margarita Ponomaryova, athlète de haies soviétique puis russe[réf. souhaitée]
- 16 septembre : décès à 68 ans de Steve Riley, joueur de foot U.S. américain[469]
- 18 septembre : décès à 37 ans de Chris Anker Sørensen, cycliste sur route danois[470]
- 19 septembre : décès à 81 ans de Jimmy Greaves, footballeur anglais[471]
- 19 septembre : décès à 78 ans de Joan Martínez Vilaseca, footballeur puis entraîneur espagnol[472]
- 20 septembre : décès à 87 ans de Jacques De Caluwé, footballeur belge[473]
- 20 septembre : décès à 93 ans de Guy Friedrich, footballeur français[474]
- 20 septembre : décès à 89 ans de Jan Jindra, rameur d'aviron tchécoslovaque puis tchèque[475]
- 21 septembre : décès à 83 ans de Romano Fogli, footballeur italien[476]
- 22 septembre : décès à 77 ans de Orlando Martínez, boxeur cubain[477]
- 22 septembre : décès à 64 ans de Jüri Tamm, athlète de lancer de marteau soviétique puis estonien[478]
- 23 septembre : décès à 73 ans de Rachid Dali, footballeur algérien[479]
- 23 septembre : décès à 88 ans de Nino Vaccarella, pilote automobile italien[480]
- 24 septembre : décès à 82 ans de Eugeniusz Faber, footballeur polonais[481]
- 24 septembre : décès à 81 ans de Waka Nathan, joueur de rugby à XV néo-zélandais[482]
- 25 septembre : décès à 91 ans de Mohammad Mehdi Yaghoubi, lutteur iranien[483]
- 26 septembre : décès à 55 ans de Sergueï Gerasimets, footballeur puis entraîneur soviétique et ensuite biélorusse[484]
- 27 septembre : décès à 83 ans de Roger Hunt, footballeur anglais[485]
- 27 septembre : décès à 64 ans de Boban Petrović, basketteur yougoslave puis serbe[486]
- 28 septembre : décès à 70 ans de Christian Chenu, footballeur français[487]
- 28 septembre : décès à 89 ans de Robert Gibanel, cycliste sur route français[488]
- 28 septembre : décès à 63 ans de Ray Snell, joueur de foot U.S. américain[489]
- 28 septembre : décès à 90 ans de Jacques Vivier, cycliste sur route français[490]
- 29 septembre : décès à 56 ans de Lee McNeill, athlète de sprint américain[491]
- 29 septembre : décès à 93 ans de Glyn Moses, joueur de rugby à XIII gallois[492]
- 29 septembre : décès à 64 ans de Heiko Salzwedel, cycliste sur piste puis entraîneur allemand[493]
- 30 septembre : décès à 84 ans de José Pérez Francés, cycliste sur route espagnol[494]

## Octobre
- 1 octobre : décès à 87 ans de Earle Wells, skipper néo-zélandais[495]
- 2 octobre : décès à 86 ans de Franciszek Surmiński, cycliste sur route polonais[496]
- 3 octobre : décès à 91 ans de José Lamadrid, footballeur mexicain[497]
- 4 octobre : décès à 61 ans de Sergey Danilin, lugeur soviétique puis russe[498]
- 4 octobre : décès à 70 ans de Zbigniew Pacelt, pentathlonien et nageur polonais[499]
- 4 octobre : décès à 69 ans de Valeriy Pidluzhny, athlète de saut en longueur soviétique puis ukrainien[500]
- 4 octobre : décès à 100 ans de Eddie Robinson, joueur de baseball américain[501]
- 5 octobre : décès à 81 ans de Robert Hosp, footballeur suisse[502]
- 5 octobre : décès à 97 ans de Budge Patty, joueur de tennis américain[503]
- 5 octobre : décès à 86 ans de Jerry Shipp, basketteur américain[504]
- 7 octobre : décès à 88 ans de Eva Rönström,  gymnaste artistique suédoise[505]
- 9 octobre : décès à 52 ans de Keitaro Hoshino, boxeur japonais[506]
- 11 octobre : décès à 89 ans de Tony DeMarco, boxeur américain[507]
- 11 octobre : décès à 79 ans de Olav Nilsen, footballeur norvégien[508]
- 12 octobre : décès à 77 ans de Dragutin Čermak, basketteur yougoslave puis serbe[509]
- 12 octobre : décès à 38 ans de Julija Nikolić, handballeuse soviétique puis ukrainienne et ensuite macédonienne[510]
- 13 octobre : décès à 74 ans de Ray Fosse, joueur de baseball américain[511]
- 13 octobre : décès à 89 ans de Norm Provanjoueur de rugby à XIII puis entraîneur australien[512]
- 13 octobre : décès à 25 ans de Agnes Tirop, athlète de fond kényane[513]
- 15 octobre : décès à 90 ans de Leo Boivin, hockeyeur sur glace canadien[514]
- 15 octobre : décès à 68 ans de Reinhold Roth, pilote de moto allemande[515]
- 15 octobre : décès à 74 ans de Miguel de Oliveira, boxeur brésilien[516]
- 17 octobre : décès à 87 ans de Nina Gruzintseva, kayakiste soviétique puis russe[517]
- 18 octobre : décès à 95 ans de Willy Kemp, cycliste sur route luxembourgeois[518]
- 19 octobre : décès à 85 ans de Pierre Kerkhoffs, footballeur néerlandais[519]
- 20 octobre : décès à 69 ans de Dragan Pantelić, footballeur puis entraîneur yougoslave et ensuite serbe[520]
- 22 octobre : décès à 32 ans de Álex Quiñónez, athlète de sprint équatorien[réf. souhaitée]
- 22 octobre : décès à 80 ans de Vyacheslav Vedenin, fondeur soviétique puis russe[521]
- 25 octobre : décès à 80 ans de Aleksandar Shalamanov, footballeur puis entraîneur bulgare[522]
- 26 octobre : décès à 88 ans de Umberto Colombo, footballeur italien[523]
- 26 octobre : décès à 75 ans de Tiemen Groen, cycliste sur piste néerlandais[524]
- 26 octobre : décès à 73 ans de Walter Smith, footballeur puis entraîneur écossais[525]
- 27 octobre : décès à 77 ans de Sandy Carmichael, joueur de rugby à XV écossais[526]
- 27 octobre : décès à 84 ans de Bob Ferry, basketteur puis entraîneur américain[527]
- 27 octobre : décès à 70 ans de Jacek Niedźwiedzki, joueur de tennis polonais[528]
- 28 octobre : décès à 97 ans de Ali Baghbanbashi, athlète de fond iranien[529]
- 29 octobre : décès à 68 ans de Mehdi Cerbah, footballeur algérien[530]
- 30 octobre : décès à 80 ans de Pepi Bader, bobeur allemand[531]
- 30 octobre : décès à 92 ans de Alan Davidson, joueur de cricket australien[532]
- 30 octobre : décès à 81 ans de René Donoyan, footballeur français[533]
- 30 octobre : décès à 72 ans de Tony Featherstone, hockeyeur sur glace canadien[534]
- 30 octobre : décès à 84 ans de Viacheslav Khrynin, basketteur soviétique puis russe[535]
- 30 octobre : décès à 32 ans de Bernardo Tengarrinha, footballeur portugais[536]
- 31 octobre : décès à 77 ans de Włodzimierz Trams, basketteur polonais[537]

## Novembre
- 2 novembre : décès à 89 ans de John Aiken, hockeyeur américain[538]
- 2 novembre : décès à 82 ans de Tom Matte, joueur de foot U.S. américain[539]
- 2 novembre : décès à 80 ans de Viktor Putyatin, fleurettiste soviétique puis russe[540]
- 2 novembre : décès à 90 ans de Mohamed Soukhane, footballeur franco-algérien[541]
- 3 novembre : décès à 70 ans de Helga Lindner, nageuse est-allemande puis allemande[542]
- 3 novembre : décès à 94 ans de Dorothy Manley, athlète de sprint britannique[543]
- 5 novembre : décès à 82 ans de Ryszard Grzegorczyk, footballeur polonais[544]
- 6 novembre : décès à 85 ans de Pavol Molnár, footballeur tchécoslovaque puis slovaque[545]
- 6 novembre : décès à 57 ans de Luíz Antônio dos Santos; athlète de fond brésilien[546]
- 7 novembre : décès à 61 ans de Igor Nikulin, athlète de lancer de marteau soviétique puis russe[547]
- 8 novembre : décès à 59 ans de Medina Dixon, basketteuse américaine[548]
- 8 novembre : décès à 45 ans de Pedro Feliciano, joueur de baseball portoricain[549]
- 8 novembre : décès à 82 ans de Mike Harris, pilote de course automobile rhodésien puis sud-africain[550]
- 8 novembre : décès à 21 ans de Desiet Kidane, cycliste sur route érythréenne[551]
- 9 novembre : décès à 37 ans de Willis Forko, footballeur libérien[552]
- 9 novembre : décès à 71 ans de Loucif Hamani, boxeur algérien[553]
- 11 novembre : décès à 82 ans de Jean Le Droff, joueur de rugby à XV français[554]
- 11 novembre : décès à 81 ans de Carl von Essen, épéiste suédois[555]
- 12 novembre : décès à 88 ans de Bob Bondurant, pilote automobile américain[556]
- 12 novembre : décès à 87 ans de Ron Flowers, footballeur anglais[557]
- 12 novembre : décès à 75 ans de Gian Piero Galeazzi, rameur d'aviron italien[558]
- 12 novembre : décès à 77 ans de Aleksandr Lenev, footballeur soviétique puis russe[559]
- 13 novembre : décès à 49 ans de Ivo Georgiev, footballeur bulgare[560]
- 13 novembre : décès à 87 ans de Sam Huff, joueur de foot U.S. américain[561]
- 14 novembre : décès à 83 ans de Bertie Auld, footballeur écossais[562]
- 15 novembre : décès à 45 ans de Julio Lugo, joueur de baseball dominicain[563]
- 17 novembre : décès à 88 ans de Leonid Bartenyev, athlète de sprint soviétique puis ukrainien
- 18 novembre : décès à 42 ans de Dzyanis Kowba, footballeur biélorusse[564]
- 19 novembre : décès à 82 ans de Don Kojis, basketteur américain[565]
- 20 novembre : décès à 82 ans de Ray McLoughlin, joueur de rugby à XV irlandais[566]
- 20 novembre : décès à 56 ans de Toyonoumi Shinji, lutteur de sumo japonais[567]
- 23 novembre : décès à 38 ans de Marko Grilc, snowboardeur slovène[568]
- 23 novembre : décès à 90 ans de Bill Virdon, joueur de baseball puis manager américain[569]
- 24 novembre : décès à 76 ans de Luis Hernán Díaz, cycliste sur route colombien[570]
- 24 novembre : décès à 71 ans de Wiesław Hartman, cavalier de saut d'obstacles polonais[571]
- 25 novembre : décès à 80 ans de Risto Kala, basketteur finlandais[572]
- 25 novembre : décès à 97 ans de Julien Le Bas, athlète de sprint français[573]
- 26 novembre : décès à 26 ans de Siobhan Cattigan, joueuse de rugby à XV écossaise[574]
- 26 novembre : décès à 95 ans de Doug Cowie, footballeur puis entraîneur écossais[575]
- 26 novembre : décès à 72 ans de Arezki Kouffi, footballeur algérien[576]
- 26 novembre : décès à 73 ans de Aleksandr Timoshinin, rameur d'aviron soviétique puis russe[577]
- 26 novembre : décès à 95 ans de German Zonin, football et ensuite entraîneur soviétique puis russe[578]
- 27 novembre : décès à 66 ans de Mbarek El Filali, footballeur marocain[579]
- 27 novembre : décès à 80 ans de Matti Keinonen, hockeyeur sur glace finlandais[580]
- 28 novembre : décès à 62 ans de Emmit King, athlète de sprint américain[581]
- 28 novembre : décès à 89 ans de François Moncla, joueur de rugby à XV français[582]
- 28 novembre : décès à 79 ans de Frank Williams, directeur sportif britannique et patron d'écurie de Formule 1[583]
- 29 novembre : décès à 66 ans de LaMarr Hoyt, joueur de baseball américain[584]
- 29 novembre : décès à 52 ans de C. J. Hunter, athlète de lancer de poids puis entraîneur américain[585]
- 30 novembre : décès à 68 ans de Phil Dwyer, footballeur gallois[586]
- 30 novembre : décès à 70 ans de Ray Kennedy, footballeur puis entraîneur anglais[587]
- 30 novembre : décès à 66 ans de Pampi Laduche, joueur de pelote basque français[588]
- 30 novembre : décès à 81 ans de Erwin Wilczek, footballeur polonais[589]
- Non précisé : décès à 78 ans de Bernard Magnin, basketteur français[590]

## décembre
- 2 décembre : décès à 85 ans de Darlene Hard, joueuse de tennis américaine[591]
- 3 décembre : décès à 88 ans de Lamine Diack, athlète de sauts puis dirigeant sportif et ensuite homme politique sénégalais[592]
- 3 décembre : décès à 89 ans de Horst Eckel, footballeur allemand[593]
- 3 décembre : décès à 71 ans de Momčilo Vukotić, footballeur yougoslave puis serbe[594]
- 3 décembre : décès à 49 ans de Xavier Ziani, volleyeur français[595]
- 5 décembre : décès à 32 ans de Stevan Jelovac, basketteur serbe[596]
- 5 décembre : décès à 79 ans de Manolo Jiménez, footballeur espagnol[597]
- 5 décembre : décès à 57 ans de Sławomir Majusiak, athlète de fond polonais[598]
- 6 décembre : décès à 83 ans de Emma Gaptchenko, archère soviétique puis russe[599]
- 7 décembre : décès à 70 ans de Lamine Dieng, footballeur puis entraîneur sénégalais[600]
- 8 décembre : décès à 89 ans de Gerry Foley, hockeyeur sur glace américain[601]
- 8 décembre : décès à 62 ans de Lars Høgh, footballeur danois[602]
- 8 décembre : décès à 41 ans de Alfredo Moreno, footballeur argentin[603]
- 8 décembre : décès à 85 ans de Andrzej Zieliński, athlète de sprint polonais[604]
- 8 décembre : décès à 62 ans de Jacques Zimako, footballeur français[605]
- 9 décembre : décès à 33 ans de Demaryius Thomas, joueur de foot U.S. américain[606]
- 9 décembre : décès à 82 ans de Al Unser, pilote de course automobile américain[607]
- 11 décembre : décès à 69 ans de Christian Laskawiec, joueur de rugby à XIII français[608]
- 11 décembre : décès à 83 ans de Manuel Santana, joueur de tennis espagnol[609]
- 12 décembre : décès à 82 ans de Yuriy Sharov, escrimeur soviétique puis russe[610]
- 14 décembre : décès à 82 ans de André Souvré, basketteur français[611]
- 15 décembre : décès à 90 ans de Ernst Fivian, gymnaste artistique suisse[612]
- 15 décembre : décès à 79 ans de Len Hauss, joueur de foot U.S. américain[613]
- 15 décembre : décès à 86 ans de Marilee Stepan, nageuse américaine[614]
- 16 décembre : décès à 36 ans de Taniela Moa, joueur de rugby à XV tongien[615]
- 18 décembre : décès à 23 ans de Osagi Bascome, footballeur bermudien[616]
- 19 décembre : décès à 68 ans de Carie Graves, rameuse d'aviron américaine[617]
- 20 décembre : décès à 90 ans de Norberto Boggio, footballeur argentin[618]
- 20 décembre : décès à 86 ans de Jiří Čadek, footballeur tchécoslovaque puis tchèque[619]
- 20 décembre : décès à 84 ans de Giuseppe Galante, rameur d'aviron italien[620]
- 21 décembre : décès à 88 ans de Eberhard Mahle, pilote automobile de courses de côte, de rallyes et sur circuits allemand[621]
- 23 décembre : décès à 91 ans de Robert McCammon, hockeyeur sur glace canadien[622]
- 24 décembre : décès à 87 ans de José Villegas, footballeur mexicain[623]
- 25 décembre : décès à 97 ans de Ralph Warburton, hockeyeur sur glace américain[624]
- 28 décembre : décès à 85 ans de John Madden, entraîneur américain de football américain[625]
- 29 décembre : décès à 90 ans de Antoine Bonifaci, footballeur français[626]
- 29 décembre : décès à 43 ans de Christian Gyan, footballeur ghanéen[627]
- 30 décembre : décès à 88 ans de Sam Jones, basketteur américain[628]
- 30 décembre : décès à 72 ans de Karel Loprais, pilote automobile tchèque de rallyes[629]
- 30 décembre : décès à 72 ans de Jean Vassieux, hockeyeur sur glace français[630]
- 31 décembre : décès à 52 ans de Vadim Khamouttskikh, volleyeur soviétique puis russe[631]